# Soja protein Bečej
Soja protein Bečej (code BELEX : SJPT) est une entreprise serbe qui a son siège social à Bečej, dans la province de Voïvodine. Elle travaille dans le secteur agroalimentaire et, notamment, dans les produits à base de soja. Elle entre dans la composition du BELEX15 et du BELEXline, les deux indices principaux de la Bourse de Belgrade,.
La société fait partie du Victoria Group, une holding qui a son siège à Belgrade.

## Histoire
La société Soja protein a été créée en 1977 mais elle n'a commencé à produire de façon régulière qu'en 1982 ; elle a été privatisée en 2001. Elle a été admise au libre marché de la Bourse de Belgrade le 17 mars 2004.

## Activités
Soja protein a la capacité de transformer 250 000 tonnes de germes de soja par an. Elle produit de la farine de soja, des protéines de soja, notamment sous forme de granulés ou de poudre, de la lécithine de soja, de l'huile de soja et toute sorte de produits alimentaires à base de soja, pour la plupart destinés à l'industrie agroalimentaire ou à la parapharmacie.

## Données boursières
Le 10 juin 2014, l'action de Soja protein valait 520 RSD (4,49 EUR). Elle a connu son cours le plus élevé, soit 6 699 RSD (57,94 EUR), le 30 avril 2007 et son cours le plus bas, soit 180 RSD (1,55 EUR), le 11 août 2003.
Le capital de Soja protein est détenu à hauteur de 50,93 % par le Victoria Group Beograd et à hauteur de 10,75 % par Kor Business Ltd.